# Chlamydotheca unispinosa
Chlamydotheca unispinosa är en kräftdjursart som först beskrevs av Baird 1862.  Chlamydotheca unispinosa ingår i släktet Chlamydotheca och familjen Cyprididae. Inga underarter finns listade i Catalogue of Life.